# Shishman Peak
Shishman Peak är en bergstopp i Antarktis. Den ligger i Sydshetlandsöarna. Argentina, Chile och Storbritannien gör anspråk på området. Toppen på Shishman Peak är 514 meter över havet.
Terrängen runt Shishman Peak är varierad. Havet är nära Shishman Peak åt sydost. Trakten är glest befolkad. Närmaste befolkade plats är St. Kliment Ohridski Base, 18,1 kilometer väster om Shishman Peak. 